# Kokrajhar
Kokrajhar és una ciutat d'Assam, capital del districte de Kokrajhar i del Bodoland Territorial Council, situada a la vora del riu Gourang a 26° 24′ N, 90° 16′ E / 26.4°N,90.27°E. Segons el cens del 2001 la població era de 31.152 habitants.
Va esdevenir capital de districte el 1983.